# Objaczewo
Objaczewo (ros. Объячево) – wieś (sieło) w Rosji, w Republice Komi, ośrodek administracyjny rejonu priłuzskiego. W 2010 liczyła 5699 mieszkańców.